# Arest la domiciliu

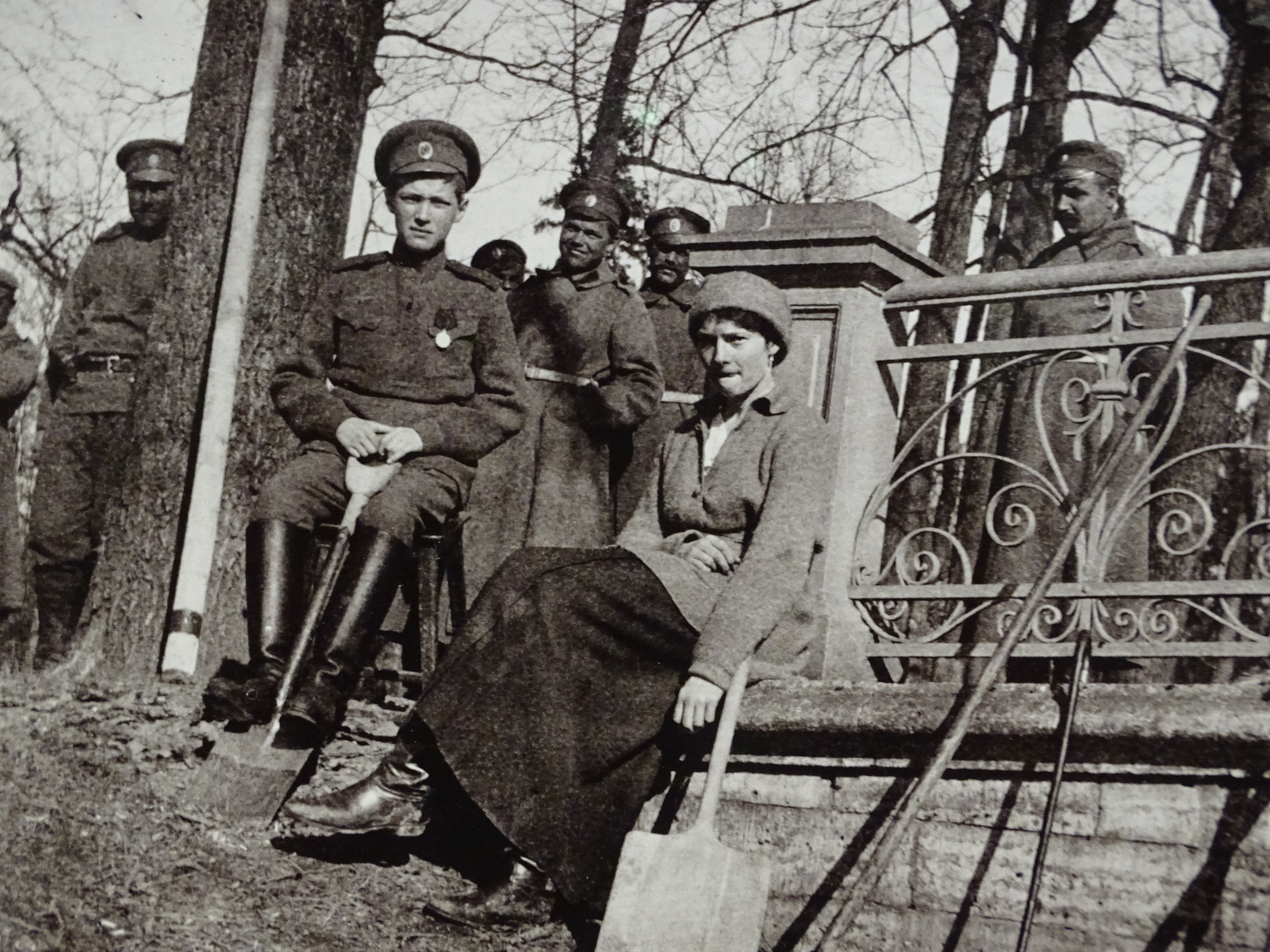
Alexei Nikolaevici și sora sa Tatiana Nikolaevna înconjurați de paznici în timpul arestului la domiciliu la Țarskoie Selo, aprilie 1917

În practica judiciară, arestul la domiciliu (denumit și închisoare la domiciliu, reținere la domiciliu sau, în epoca modernă, monitorizare electronică) este o măsură prin care o persoană este reținută de autorități la locuința sa. Deplasarea este de obicei restricționată sau chiar interzisă. Arestul la domiciliu este o alternativă la detenția în închisoare în așteptarea procesului sau după condamnare.
În timp ce arestul la domiciliu poate fi aplicat uneori în cazurile penale atunci când detenția în închisoare nu pare o măsură adecvată, el este folosit adesea guvernele regimurilor autoritare ca o măsură de represiune impusă dizidenților politici. În aceste cazuri, persoana aflată în arest la domiciliu nu are acces la niciun mijloc de comunicare cu persoanele aflate în afara locuinței; atunci când este permisă totuși comunicarea electronică, conversațiile purtate sunt, de obicei, monitorizate.

## Istorie
Judecătorii au aplicat pedeapsa de arest la domiciliu, ca alternativă la pedeapsa cu închisoarea, încă din secolul al XVII-lea. Galileo Galilei a fost ținut închis în locuința sa în urma procesului său infam din 1633. Autoritățile au folosit adesea arestul la domiciliu pentru a-i reține pe liderii politici răsturnați de la putere în urma unei lovituri de stat, dar această metodă a fost rar folosită împotriva infractorilor de drept comun.
Arestul la domiciliu a devenit o alternativă larg răspândită la detenția în închisoare în Statele Unite ale Americii și în alte țări occidentale abia la sfârșitul secolului al XX-lea, când noile dispozitive de monitorizare electronică au făcut-o ieftină și ușor de gestionat de către autoritățile de corecție. Deși autoritățile judiciare din Boston au apelat la arestul la domiciliu într-o multitudine de situații, prima sentință judecătorească de arest la domiciliu, supravegheată cu o brățară electronică, a fost emisă în 1983.

## Detalii
Detenția la domiciliu este o alternativă la pedeapsa cu închisoarea; obiectivele sale sunt atât împiedicarea recidivei, cât și diminuarea numărului persoanelor încarcerate, economisindu-se astfel bani pentru alte nevoi ale statului. Ea este o măsură de corecție alternativă folosită tot mai mult ca urmare a creșterii ratei de încarcerare în Statele Unite ale Americii. Infractorii eligibili pot să-și păstreze sau să-și caute un loc de muncă, să mențină relații de familie, să-și efectueze sarcinile de familie și să participe la programe de reabilitare care să contribuie la corectarea comportamentului antisocial.
Condițiile de arest la domiciliu pot varia, dar majoritatea programelor permit infractorilor angajați să continue să muncească și să fie reținuți la domiciliu numai în orele în care nu muncesc. În mod obișnuit, infractorilor li se permite să-și părăsească locuința în scopuri bine determinate, precum prezentarea în fața ofițerului de probațiune sau la secția de poliție, participarea la servicii religioase sau la activități educative, vizite la avocat, prezentarea la tribunal și consultații medicale. Multe programe permit, de asemenea, condamnatului să-și părăsească reședința în intervale normale, aprobate în prealabil, pentru a efectua activități gospodărești cum ar fi cumpărături sau deplasarea la spălătorie. Autoritățile pot dispune efectuarea unor verificări care să constate prezența infractorilor la domiciliu. Vizitarea infractorilor este permisă adesea, deși ar trebui să constituie o excepție.
Gradul de severitate al arestului la domiciliu diferă în funcție de restricțiile impuse prin hotărârea judecătorească. Interdicția deplasării impune rămânerea în locuință în anumite momente ale zilei, de obicei după ce se întunecă și până se luminează. „Detenția la domiciliu” interzice ieșirea din locuință în cursul zilei, cu excepția deplasărilor permise expres. Cel mai sever tip de arest la domiciliu este „încarcerarea la domiciliu”, în baza căruia un infractor este reținut în locuința sa 24 de ore pe zi / 7 zile pe săptămână, cu excepția prezenței în fața instanței și a efectuării programului de tratament medical aprobat de instanță.
În unele cazuri excepționale, este posibil ca o persoană să fie plasată în arest la domiciliu fără a fi judecată sau fără a fi reprezentată de un avocat, pentru a nu lua legătura cu posibilii complici. Acest tip de detenție fără proces a fost criticat în unele țări pentru încălcarea dreptului uman al infractorului la un proces echitabil. În țările cu sisteme de guvernare autoritare, guvernul poate folosi astfel de măsuri pentru a înăbuși dizidența.